# Staphylinidae
Famille
Les Staphylinidae forment une famille de coléoptères, principalement distinguable par des élytres très courts laissant plus de la moitié du corps exposé. Avec plus de 58 000 espèces de staphylins à travers le monde, c'est la deuxième famille la plus abondante des coléoptères, après les Curculionidae (famille des charançons) qui en compte 83 000 d'après Catalogue of Life. C'est un groupe ancien et on retrouve des fossiles de staphylin datant de plus de 200 millions d'années. Ils sont écologiquement et morphologiquement très diversifiés et on les rencontre couramment dans les écosystèmes terrestres.
En Europe, on mentionne plus de 2 000 espèces.

## Caractéristiques
Comme on peut s'y attendre avec une famille si abondante, il y a beaucoup de variations entre les espèces. Les tailles vont de moins de 1 mm  à plus de 35 mm. La moyenne est entre 2 et 8 mm. Généralement, il s'agit d'insectes de forme allongée. On trouve aussi quelques genres de forme ovoïde. Les couleurs vont généralement du jaune au brun rougeâtre et de brun à noir. Les antennes sont filiformes et possèdent habituellement 11 segments. Certains genres ont le bout de l'antenne légèrement élargi en forme de massue. L'abdomen peut être très long et flexible.
Les larves de Staphylins sont de forme allongée et possèdent des cerques au bout de leur abdomen. Elles sont relativement similaires aux larves des Carabidae. Chez les Staphylinidae, la patte de la larve est constituée de cinq segments et terminée par une seule griffe, alors que chez la larve de carabe, elle est segmentée en 6 parties et se termine par deux griffes.
Certains membres des Paederina, une sous-tribu des Paederinae, contiennent une substance dans leur hémolymphe, qui en contact avec la peau, peut provoquer une irritation appelée dermatite à Paederus. L'agent actif se nomme pédérine et est extrêmement toxique. À quantité égale, il est plus puissant que le venin de cobra.

## Écologie
Les staphylins sont connus pour occuper la plupart des habitats terrestres et leurs régimes comprennent à peu près de tout. La plupart d'entre eux sont des prédateurs d'insectes et d'autres invertébrés vivant dans les feuilles mortes et dans la litière forestière, d'où leur utilisation comme auxiliaires des cultures en lutte biologique. Ils se tiennent souvent sous les pierres et à proximité des milieux à eau douce. Près de 400 espèces sont connues pour vivre sur les côtes de l'océan, immergés à marée haute. D'autres espèces parasitent des colonies de fourmis ou de termites. On trouve également des espèces qui ont créé une relation de mutualisme avec des mammifères en se nourrissant des puces et autres parasites. Certains staphylins sont des parasitoïdes des pupes de mouches, comme le genre Aleochara. À l'avenir, ce genre pourrait être utilisé comme agent dans la lutte biologique contre certains ravageurs des cultures [réf. nécessaire].

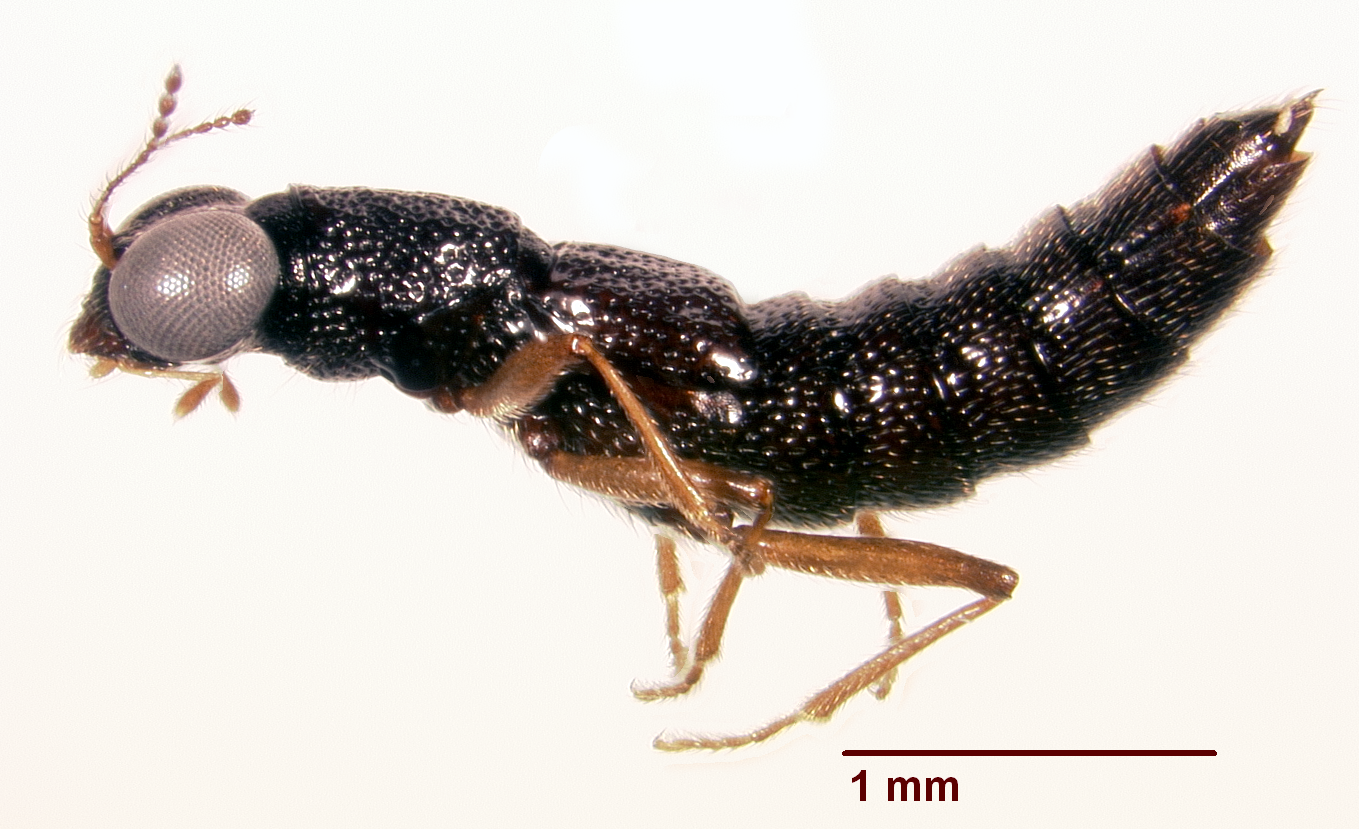
Staphylin du genre Stenus

Chez les Staphilinidae, le genre Stenus comprend des insectes très intéressants. Ils sont prédateurs de petits invertébrés comme les collemboles. Lorsqu'un Stenus chasse une proie, il fait jaillir son labium vers l'avant par la variation de sa pression sanguine. Celui-ci se termine par plusieurs petits poils hérissés se terminant en crochet. Entre ces poils, on retrouve de petits pores qui sécrètent une substance collante, qui s'accroche à la proie.

## Classification

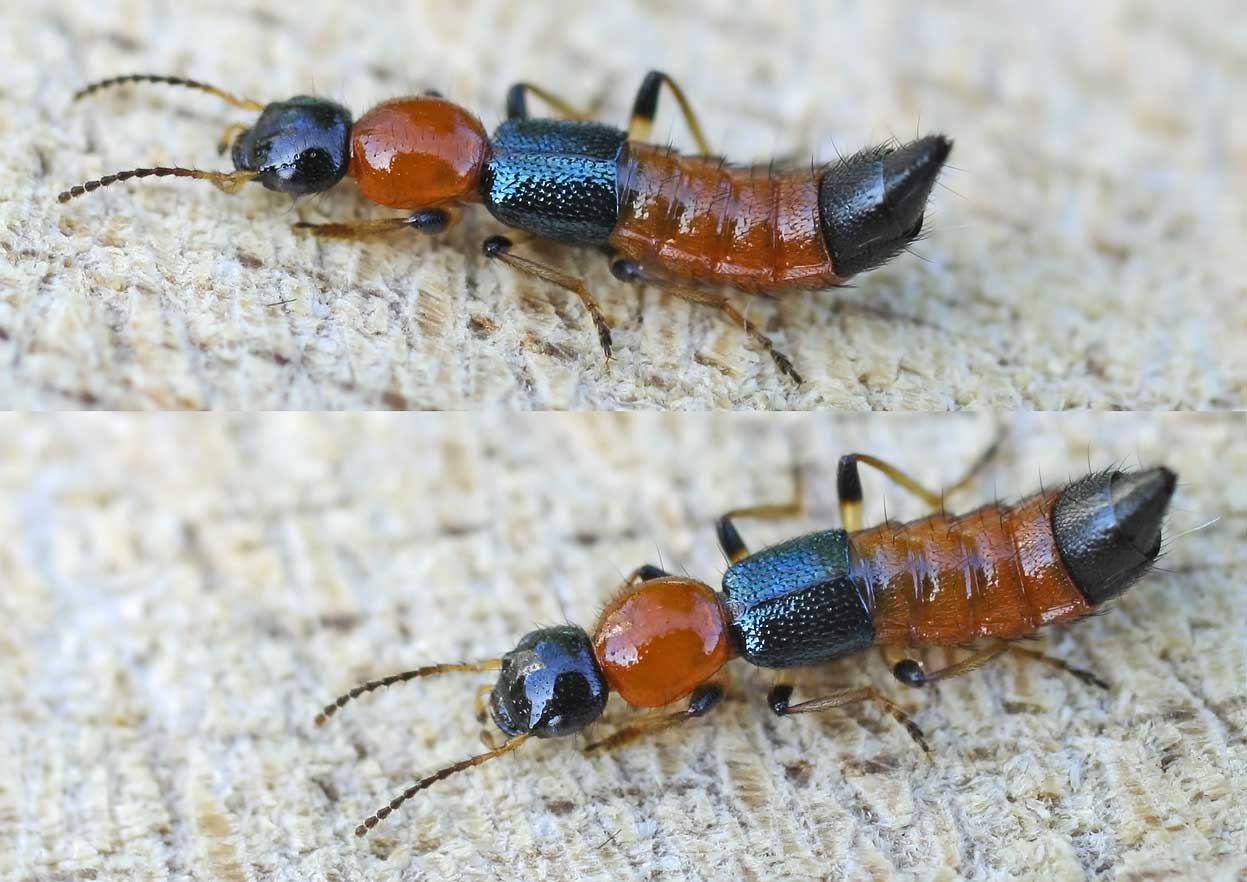
Paederus littoralis

La classification des espèces de Staphylinidae est encore sujette à changements. Elle comprend plus d'une dizaine de sous-familles distinctes mais la plupart des taxonomistes utilisent les tribus, groupements de genres apparentés. On dénombre près de 100 tribus et certaines sont regroupés en super-tribus. À l'intérieur de celles-ci, on compte plus de 3200 genres. Chaque année, on découvre 400 nouvelles espèces de staphylins et selon les estimations, près des trois quarts des espèces tropicales ne sont pas encore décrites.

### PselaphinaeLatreille, 1802
- Super-tribu Batrisitae Reitter, 1882
- Super-tribu Clavigeritae Leach, 1815
- Super-tribu Euplectitae Streubel, 1839
- Super-tribu Faronitae Reitter, 1882
- Super-tribu Goniaceritae Reitter, 1882
- Super-tribu Pselaphitae Latreille, 1802
- Super-tribu indéterminée
  - Genre Diartiger Sharp, 1883
  - Genre Pselaphodes Westwood, 1870
  - Genre Tribasodites Jeannel, 1960

### TachyporinaeMacLeay, 1825
- Tribu Mycetoporini Thomson, 1859 (= Bolitobiini Horn, 1877)
  - Bolitobius Samouelle, 1819
  - Bryophacis Reitter, 1857
  - Bryoporus Kraatz, 1857
  - Carphacis Des Gozis, 1886
  - Ischnosoma Stephens, 1829
  - Lordithon Thomson, 1859
  - Mycetoporus Mannerheim, 1830
- Tribu Tachyporini MacLeay, 1825 
  - Cilea Jacquelin du Val, 1856
  - Coproporus Kraatz, 1858
  - Lamprinodes Luze, 1901
  - Lamprinus Heer, 1839
  - Sepedophilus Gistel, 1856
  - Tachinus Gravenhorst, 1802
  - Tachyporus Gravenhorst, 1802

### AleocharinaeFleming, 1821
- Tribu Aleocharini Fleming, 1821 
  - Aleochara Gravenhorst, 1802
  - Tinotus Sharp, 1883
- Tribu Oxypodini Thomson, 1859 
  - Sous-tribu Oxypodina Thomson, 1859 
    - Acrostiba Thomson, 1858
    - Amarochara Thomson, 1858
    - Calodera Mannerheim, 1830
    - Cephalocousya Lohse, 1971
    - Chanoma Blackwelder, 1952
    - Chilomorpha Krasa, 1914
    - Crataraea Thomson, 1858
    - Devia Blackwelder, 1952
    - Dexiogya Thomson, 1858
    - Haploglossa Kraatz, 1856
    - Hygropora Kraatz, 1856
    - Ilyobates Kraatz, 1856
    - Ischnoglossa Kraatz, 1856
    - Mniusa Mulsant & Rey, 1875
    - Ocalea Erichson, 1837
    - Ocyusa Kraatz, 1856
    - Oxypoda Mannerheim, 1830
    - Parocyusa Bernhauer, 1902
    - Pentanota Bernhauer, 1905
    - Phloeopora Erichson, 1837
    - Poromniusa Ganglbauer, 1895
    - Pyroglossa Bernhauer, 1901
    - Stichoglossa Fairmaire & Laboulbene,1856
    - Thiasophila Kraatz, 1856

  - Sous-tribu Dinardina Mulsant & Rey, 1873 
    - Dinarda Samouelle, 1819

  - Sous-tribu Meoticina Seevers, 1978 
    - Meotica Mulsant & Rey, 1873

  - Sous-tribu Tachyusina Thomson, 1859 
    - Brachyusa Mulsant & Rey, 1874
    - Dasygnypeta Lohse, 1974
    - Gnypeta Thomson, 1858
    - Ischnopoda Stephens, 1835
- Tribu Athetini Casey, 1910 
  - Acrotona Thomson, 1859
  - Actophylla Bernhauer, 1908
  - Alevonota Thomson, 1856
  - Alianta Thomson, 1858
  - Aloconota Thomson, 1858
  - Amischa Thomson, 1858
  - Anopleta Mulsant & Rey, 1874
  - Atheta Thomson, 1858
  - Brundinia Tottenham, 1949
  - Cadaverota Yosii & Sawada, 1976
  - Callicerus Gravenhorst, 1802
  - Coprothassa Thomson, 1859
  - Dacrila Mulsant & Rey, 1874
  - Dadobia Thomson, 1856
  - Dilacra Thomson, 1858
  - Dinaraea Thomson, 1858
  - Disopora Thomson, 1859
  - Dochmonota Thomson, 1859
  - Geostiba Thomson, 1858
  - Halobrecta Thomson, 1858
  - Hydrosmecta Thomson, 1858
  - Liogluta Thomson, 1858
  - Lundbergia Muona, 1975
  - Lyprocorrhe Thomson, 1859
  - Nehemitropia Lohse, 1971
  - Ousipalia Des Gozis, 1886
  - Pachnida Mulsant & Rey, 1874
  - Pachyatheta Munster, 1930
  - Paranopleta Brundin, 1954
  - Philhygra Mulsant & Rey, 1873
  - Pycnota Mulsant & Rey, 1874
  - Schistoglossa Kraatz, 1856
  - Thamiaraea Thomson, 1858
  - Tomoglossa Kraatz, 1856
  - Trichiusa Casey, 1856
  - Trichomicra Brundin, 1941
- Tribu Falagriini Mulsant & Rey, 1873 
  - Sous-tribu ???
    - Borboropora Kraatz, 1862
    - Falagria Samouelle, 1819
    - Myrmecopora Saulcy, 1865

  - Sous-tribu Bohemiellina Machulka, 1941 
    - Anaulacaspis Ganglbauer, 1895
    - Cordalia Jacobs, 1925
    - Falagrioma Casey, 1906
    - Flavipennis Cameron, 1920
    - Myrmecocephalus MacLeay, 1871
- Tribu Lomechusini Fleming, 1821 (= Myrmedoniini Thomson, 1867)
  - Drusilla Samouelle, 1819
  - Lomechusa Gravenhorst, 1806
  - Lomechusoides Tottenham, 1939
  - Zyras Stephens, 1835
- Tribu Homalotini Heer, 1839 
  - Sous-tribu Gyrophaenina Kraatz, 1856 
    - Agaricochara Kraatz, 1856
    - Encephalus Kirby, 1832
    - Gyrophaena Mannerheim, 1830

  - Sous-tribu Bolitocharina Thomson, 1859 
    - Bolitochara Mannerheim, 1830
    - Euryusa Erichson, 1837
    - Heterota Mulsant & Rey, 1874
    - Leptusa Kraatz, 1856
    - Phymatura J. Sahlberg, 1876
    - Tachyusida Mulsant & Rey, 1872

  - Sous-tribu Silusina Fenyes, 1918 
    - Silusa Erichson, 1837

  - Sous-tribu Homalotina Heer, 1839 
    - Anomognathus Solier, 1849
    - Homalota Mannerheim, 1830
    - Pseudomicrodota Machulka, 1935
    - Thecturota Casey, 1893

  - Sous-tribu Rhopalocerina Reitter, 1909 
    - Clavigera Scriba, 1859
    - Cyphea Fauvel, 1863
- Tribu Placusini Mulsant & Rey, 1871 
  - Placusa Erichson, 1837
- Tribu Autaliini Thomson, 1859 
  - Autalia Samouelle, 1819
- Tribu Phytosini Thomson, 1867 
  - Arena Fauvel, 1862
  - Phytosus Curtis, 1838
- Tribu Diglottini Jacobson, 1909 
  - Diglotta Champion, 1887
- Tribu Hygronomini Thomson, 1859 
  - Hygronoma Erichson, 1837
- Tribu Hypocyphtini Laporte de Castelnau, 1835 (= Oligotini Thomson, 1859)
  - Cypha Samouelle, 1819
  - Holobus Solier, 1849
  - Oligota Mannerheim, 1830
- Tribu Myllaenini Ganglbauer, 1895 
  - Myllaena Erichson, 1837
- Tribu Gymnusini' Heer, 1839 
  - Gymnusa Gravenhorst, 1806
- Tribu Deinopsini Sharp, 1883 
  - Deinopsis Matthews, 1838

### OxytelinaeFleming, 1821
- Tribe Delasterini Reitter, 1909 
  - Deleaster Erichson, 1839
  - Syntomium Curtis, 1828
- Tribe Cophrophilini Heer, 1839
  - Coprophilus Latreille, 1829
- Tribe Thinobiini J. Sahlberg, 1876 
  - Aploderus Stephens, 1833
  - Bledius Samouelle, 1819
  - Carpelimus Kirby, 1819
  - Manda Blackwelder, 1952
  - Ochthephilus Mulsant & Rey, 1856
  - Planeustomus Jacquelin du Val, 1857
  - Thinobius Kiesenwetter, 1844
  - Thinodromus Kraatz, 1858
- Tribe Oxytelini Fleming, 1821 
  - Anotylus Thomson, 1859
  - Oxytelus Gravenhorst, 1802
  - Platystethus Mannerheim, 1830

### OxyporinaeFleming, 1821
- Oxyporus Fabricius, 1775

### SteninaeMacLeay, 1825
- Dianous Samouelle, 1819
- Stenus Latreille, 1796

### EuaesthetinaeThomson, 1859
- Edaphus Motschulsky, 1857
- Euaesthetus Gravenhorst, 1806

### PaederinaeFleming, 1821
- Achenium Leach, 1819
- Astenus Stephens, 1833
- Chloecharis Lynch, 1884
- Lathrobium Gravenhorst, 1802
- Lithocharis Dejean, 1833
- Luzea Blackwelder, 1952
- Medon Stephens, 1833
- Ochthephilum Stephens, 1829
- Paederidus Mulsant & Rey, 1877
- Paederus Fabricius, 1775
- Pseudomedon Mulsant & Rey, 1877
- Rugilus Samouelle, 1819
- Scopaeus Erichson, 1840
- Sunius Stephens, 1829

### StaphylininaeLatreille, 1802
- Tribe Xantholinini Erichson, 1839 
  - Gauropterus Thomson, 1856
  - Gyrohypnus Mannerheim, 1830
  - Hypnogyra Casey, 1906
  - Leptacinus Erichson, 1839
  - Leptophius Coiffait, 1983
  - Megalinus Mulsant & Rey, 1877
  - Nudobius Thomson, 1860
  - Phacophallus Coiffait, 1956
  - Xantholinus Dejean, 1821
- Tribe Othiini Thomson, 1859 
  - Atrecus Jacquelin du Val, 1856
  - Othius Stephens, 1839
- Tribe Philonthini Kirby, 1837 
  - Bisnius Stephens, 1829
  - Cafius Stephens, 1829
  - Erichsonius Fauvel, 1874
  - Gabrius Stephens, 1833
  - Gabronthus Tottenham, 1955
  - Neobisnius Ganglbauer, 1895
  - Philonthus Curtis, 1829
  - Rabigus Mulsant & Rey, 1876
  - Remus Holme, 1837
- Tribe Staphylinini
  - Subtribe Staphylinina Latreille, 1802 
    - Creophilus Samouelle, 1819 - dont Creophilus maxillosus
    - Dinothenarus Thomson, 1858
    - Emus Samouelle, 1819  - dont Emus hirtus
    - Ocypus Samouelle, 1819 - dont Ocypus olens
    - Ontholestes Ganglbauer, 1895
    - Platydracus Thomson, 1858
    - Staphylinus Linnaeus, 1758 - dont Staphylinus caesareus
    - Tasgius Stephens, 1829

  - Subtribe Quediina Kraatz, 1858 
    - Acylophorus Nordmann, 1837
    - Euryporus Erichson, 1839
    - Heterothops Stephens, 1829
    - Quedius Stephens, 1829
    - Velleius Samouelle, 1819
- Tribe Tanygnathinini Reitter, 1909 
  - Atanygnathus Jacobson, 1909